# Tanytarsus xingu
Tanytarsus xingu är en tvåvingeart som beskrevs av Sanseverino, Wiedenbrug och Ernst Josef Fittkau 2003. Tanytarsus xingu ingår i släktet Tanytarsus och familjen fjädermyggor. Inga underarter finns listade i Catalogue of Life.